# Franca Fehlauer

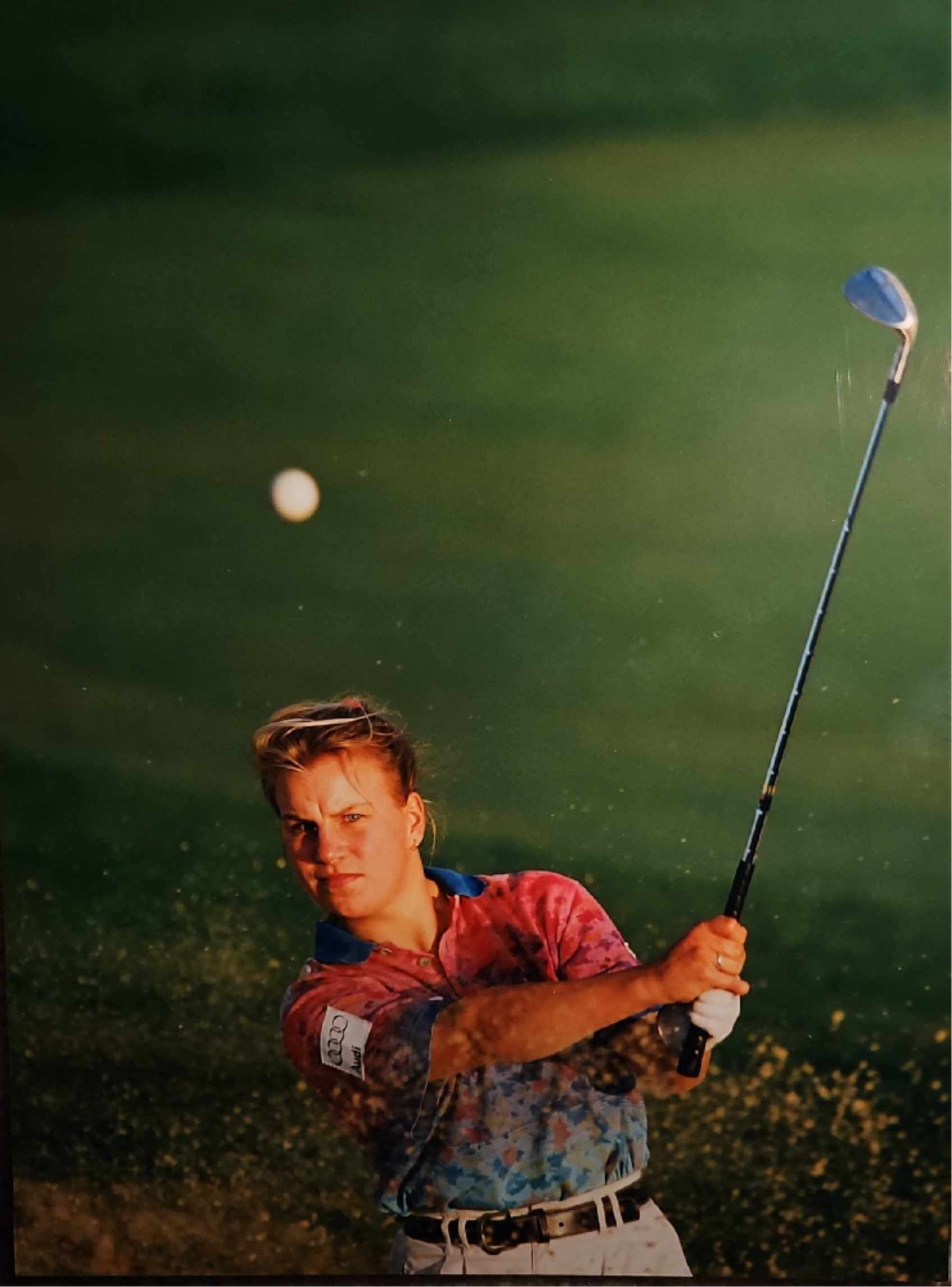
Franca Fehlauer 1996

Franca Fehlauer (* 15. März 1973 in Hamburg) ist eine ehemalige deutsche Profi-Golfspielerin.

## Sportliche Karriere
Fehlauer begann sportlich beim Großflottbeker THGC mit Tennis und Hockey und kam 1984 als Neunjährige über einen Ferienaufenthalt in Spanien zum Golf. Vier Jahre später wechselte sie vom GTHGC zum Golf-Club auf der Wendlohe.
Als Mitglied des Nationalkaders bestritt Fehlauer diverse Länderspiele und gewann mit dem Team 1990 bei der European Lady Junior's Team Championship (U22) in Irland die Bronzemedaille. 1991 gewann sie die International Juniors of Belgium und wurde Deutsche Meisterin (U18). Von 1992 bis 1993 spielte sie in den USA für die Louisiana State University im College-Team.
1994 wechselte Fehlauer ins professionelle Damengolf und erspielte sich zum damaligen Zeitpunkt als einzige Deutsche die Tourkarte für die Ladies European Tour. Im gleichen Jahr spielte sie ihre bis dahin beste Runde mit 68 Schlägen bei den Australian Ladies Masters und konnte mit einem elften Platz gegen das hochklassige Teilnehmerfeld aus Europa und den USA einen Achtungserfolg erspielen. 1995 gewann sie die Deutsche Meisterschaft der Berufsgolferinnen, kam auf den sechsten Platz bei den Waterford English Open und spielte fünf Turniere in Asien, wobei der 29. Rang bei den Thailand Ladies Open ihr bestes Ergebnis war. 1996 spielte Fehlauer in den USA auf der Players West Tour und gewann anschließend in Deutschland die Ladies Trophy in Neuss. 1997 folgte ein Sieg bei der German PGA Championship und 1998 der zweite Platz.
Als Amateurin wird Fehlauer 2022 mit den Damen des Hamburger Golfclubs Deutscher Mannschaftsmeister in der Altersklasse 30 und 2023 Vizemeister in der Altersklasse 50. 2024 holen sich Fehlauer und die Irin Laura Webb schlaggleich den Sieg bei den Internationalen Spanischen Meisterschaften in der Altersklasse 50.

## Leben
Fehlauer hat Betriebswirtschaftslehre studiert und lebt mit ihrem Mann und drei Kindern in Hamburg. Ab 2009 unterrichtete Fehlauer als Golf Professional im Golf Club an der Pinnau und war dort ab 2013 bis 2020 als Jugend- & Leistungskoordinatorin tätig, wofür sie 2019 als „Jugend-Trainerin des Jahres – Breitensport“ von der PGA of Germany ausgezeichnet wurde. Seit 2021 schreibt Fehlauer für das Verbandsmagazin „Golf in Hamburg“ die Kolumne „Golf für die Seele“.